# Лео Ар'є Маєр
Лео Ар'є Маєр (івр. ליאון אריה מאיר, 12 січня 1895 — 6 квітня 1959) — ізраїльський дослідник ісламського мистецтва і ректор Єврейського університету в Єрусалимі.

## Біографія
Маєр народився у 1895 році в місті Станіславові на Галичині, тоді у складі Австро-Угорщини (нині Івано-Франківськ, Україна), у значущій рабинський хасидській родині. У 1913 році він почав вивчати Східне мистецтво у Віденському університеті, спеціалізуючись на мусульманському Сході та його культурній історії, також навчався в Лозаннському та Берлінському університетах. У 1917 році отримав докторський ступінь у Віденському університеті за неопубліковану дисертацію з містобудування в ісламських країнах. Перебуваючи у Відні, він також навчався в Єврейській духовній семінарії у Відні і став учасником сіоністського руху «Га-шомер» (що пізніше перетворився на організацію Га-Шомер га-цаїр).
У 1917 році Маєр закінчив навчання і почав викладати та працювати помічником бібліотекаря в Інституті Сходу. У 1919 році він повернувся в рідне місто і став викладати у середній школі. Проте, внаслідок потрясінь, що відбувалися у місті після Першої світової війни (Станіславів у різний час займала Польща, ЗУНР, Румунія, УНР і Червона армія, а тоді у 1939 році знову Польща), Маєр переїхав до Берліна і працював у східному відділі міської державної бібліотеки.
У 1921 році Маєр емігрував Палестини і почав працювати в Департаменті старовини уряду Британського мандату у Палестині: як інспектор до 1929 року, і з 1929 по 1933 рік як директор архівів. Покинувши департамент, отримав почесне призначення на посаду керівника в новому Урядовому музеї в Єрусалимі.
У той же час, в 1925 році, Маєр увійшов до першого викладацького складу Інституту юдаїки Єврейського університету в Єрусалимі, і в 1929 році був призначений викладачем ісламського мистецтва й археології. У 1932 році отримав звання професора, ставши першим професором близькосхідного мистецтва й археології. Був деканом факультету мистецтв, а з 1943 по 1945 роки —ректором університету.
Спільно з Ельазаром Сукеніком Маєр працював над з розкопками «Третьої стіни» Єрусалиму, збудованої Агриппою, царем Юдеї, в 41–44 рр. н. е.
З 1940 по 1950 рік Маєр був президентом Ізраїльського дослідницького товариства і був почесним президентом Ізраїльського східного товариства. Він також обирався членом урядової Археологічної ради, членом Фольклорного товариства Землі Ізраїльської, членом Асоціації археологів у Лондоні і почесним членом Американського геральдичного товариства.
Помер у 1959 році в Єрусалимі, дітей не мав.

## Нагороди та відзнаки
- У 1948 році Маєром став почесним офіцером ордена Британської імперії (OBE), отримавши нагороду від короля Георга VI.[6]
- У 1958 році удостоєний премії Ізраїлю з гуманітарних наук.[7]
- На вшанування його пам'яті був заснований Інститут ісламського мистецтва (Єрусалим)[en] в Єрусалимі, створений у 1974 році.[8]

## Окремі опубліковані роботи
- Excavations at the Third Wall of Jerusalem's Old City, 1930 (у співавторстві з Е. Сукеніком)
- Mayer, L. A. (1933). Saracenic Heraldry: A Survey. Oxford: Oxford University Press.
- Beginning and rise of Islamic Archeology, 1935
- Annual bibliography of Islamic art and archaeology: India excepted, 1935
- new Material for Mamaluk Heraldry, Jerusalem, 1937
- статті у Ars Islamica, 1936-7
- Bibliography of Islamic numismatics, Royal Asiatic Society, 1939, 1954
- Mamaluk costume, 1952
- Religious buildings of the Muslims in Israel, 1950 (у співавторстві з Якобом Пінкерфельдом[en] та Іґаелем Ядіном)
- L'art juif en terre de l'Islam, 1959
- Bibliography of Jewish Art
- Islamic Architects and their works, 1956